# Ouro-Foni
Ouro-Foni est une commune située dans le département de Seytenga, dans la province du Séno, région du Sahel, au Burkina Faso.